# 24 Pułk Ułanów

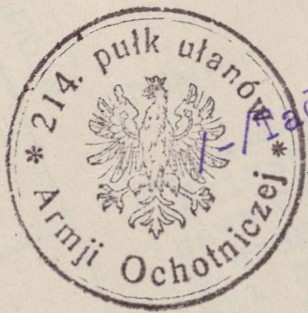
Odcisk pieczęci 214 puł.

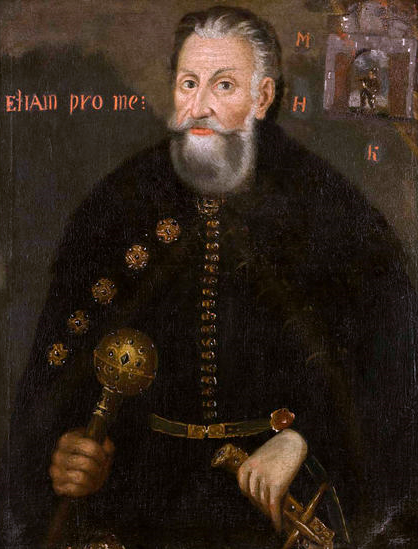
Stanisław Żółkiewski, patron 24 Pułku Ułanów

24 Pułk Ułanów im. Hetmana Wielkiego Koronnego Stanisława Żółkiewskiego (24 puł) – oddział kawalerii Wojska Polskiego II RP.

## Pułk w walce o granice
Rodowód pułku sięga 6 lipca 1920 roku, kiedy to pułkownik Tadeusz Żółkiewski z rozkazu generalnego inspektora Armii Ochotniczej, generała broni Józefa Hallera przystąpił do organizowania Małopolskiej Brygady Jazdy Ochotniczej na terenie Okręgu Generalnego „Lwów” z ośrodkami koncentracji we Lwowie, Przemyślu i Stanisławowie. Do sformowania brygady ostatecznie nie doszło, lecz pułkownik Żółkiewski w sierpniu 1920 roku przy szwadronie zapasowym 14 pułku Ułanów Jazłowieckich we Lwowie zorganizował 214 pułk ułanów. 8 sierpnia pułk został oddany do dyspozycji Naczelnego Dowództwa z poleceniem przetransportowania do Mławy. 9 i 10 sierpnia oddziały pułku w liczbie 35 oficerów, 805 szeregowych i 422 koni zostały zawagonowane i skierowane do Mławy. Zmiana sytuacji na froncie wymusiła zmianę miejsca wyładowania transportów. Pierwsze oddziały zostały skierowane do Modlina, a następnie do rejonu Nowy Dwór Mazowiecki-Błonie. Tam też zostały skierowane kolejne oddziały pułku wyładowane w Warszawie. 
We wrześniu 1920, podczas marszu Grupy Operacyjnej  gen. Franciszka Krajowskiego na Kowel, 214 pułk ułanów podszedł pod Turzysk, gdzie spodziewano się zastać oddziały sowieckiej 12 Armii. Przeciwnik zdemoralizowany udanym zagonem polskiej grupy motorowej na Kowel, po krótkim oporze rzucił się do ucieczki pozostawiając cały sprzęt ciężki i zgromadzone na stacji transporty wojskowe. Pułk zdobył 4 parowozy, 181 wagonów w większości wyładowanych zapasami i sprzętem wojskowym, wagony pociągu pancernego „Krasny Kawaleryjski”, trzy samochody pancerne, 8 dział, 30 cekaemów i duże ilości amunicji. W ręce ułanów wpadło kilkudziesięciu jeńców z 7., 58. i 25 Dywizji Strzelców. 
Pułk wziął udział w walkach 1920 na Zamojszczyźnie, na Wołyniu i w środkowej Litwie.
| dowódca pułku              | płk Tadeusz Żółkiewski              |
| adiutant                   | por. Józef Przewłocki               |
| lekarz                     | ppor. lek. dr Bolesław Piechowski   |
| kapelan                    | ks. kapelan dr Mieczysław Tarnawski |
| dowódca I dywizjonu        | rtm. Adam Łada-Bieńkowski           |
| dowódca II dywizjonu       | rtm. Marian Obertyński              |
| dowódca 1 szwadronu        | por. Alojzy Prądzyński              |
| dowódca 2 szwadronu        | por. Karol Zdziechowski             |
| dowódca 3 szwadronu        | por. Roman Wierzbicki               |
| dowódca 4 szwadronu        | por. Stefan Zaborowski              |
| dowódca szwadronu km       | ppor. Roman Majewski                |
| pułkowa czołówka sanitarna | p. Ludwik Kozłowski                 |

### Kawalerowie Virtuti Militari

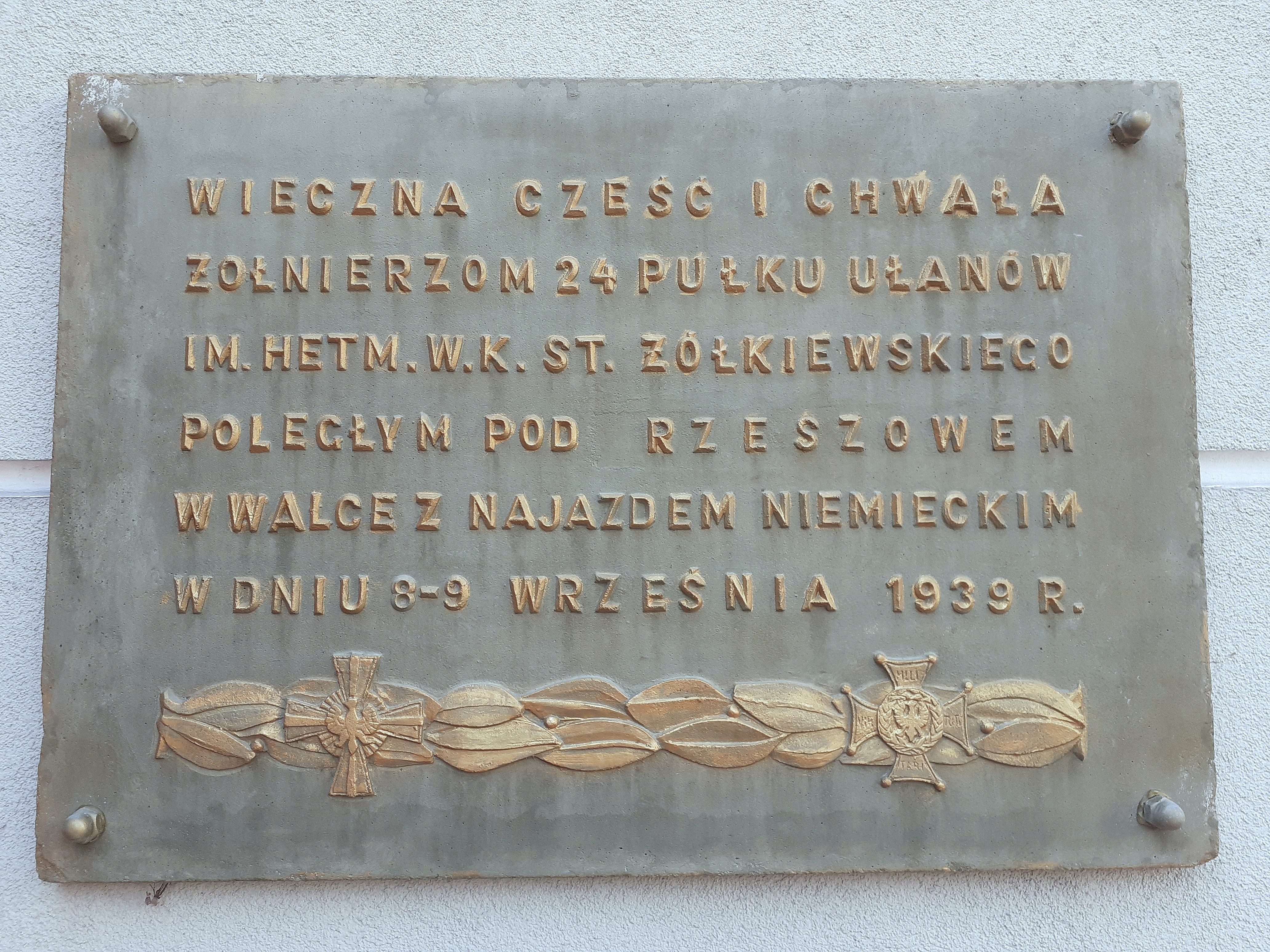
Tablica upamiętniająca żołnierzy pułku walczących we wrześniu 1939

Żołnierze pułku odznaczeni Krzyżem Srebrnym Orderu Virtuti Militari za wojnę 1918-1920
- st. wachm. Stanisław Daum nr 4581
- ppor. Wacław Gebethner nr 4578
- plut. Stanisław Grabiński nr 2628
- plut. Stanisław Hübsch nr 4585 †15 XI  1920 Olkieniki[7]
- kpr. Jerzy Kossakowski nr 4582
- por. Andrzej Kładko nr 5797
- st. ułan Dominik Łempicki nr 5740
- ppor. Roman Majewski nr 4580
- ułan Kazimierz Piontek (Piątek) nr  4583
- ppor. Mieczysław Prosałowski nr 4579
- ks. kapelan Mieczysław Tarnawski nr  4576
- ś.p. por. Stefan Zaborowski nr 5775
- por. Karol Zdziechowski nr 4577
- płk Tadeusz Żółkiewski nr 4575

Ponadto 9 oficerów, 14 podoficerów i 29 ułanów zostało odznaczonych Krzyżem Walecznych.

## Pułk w okresie pokoju

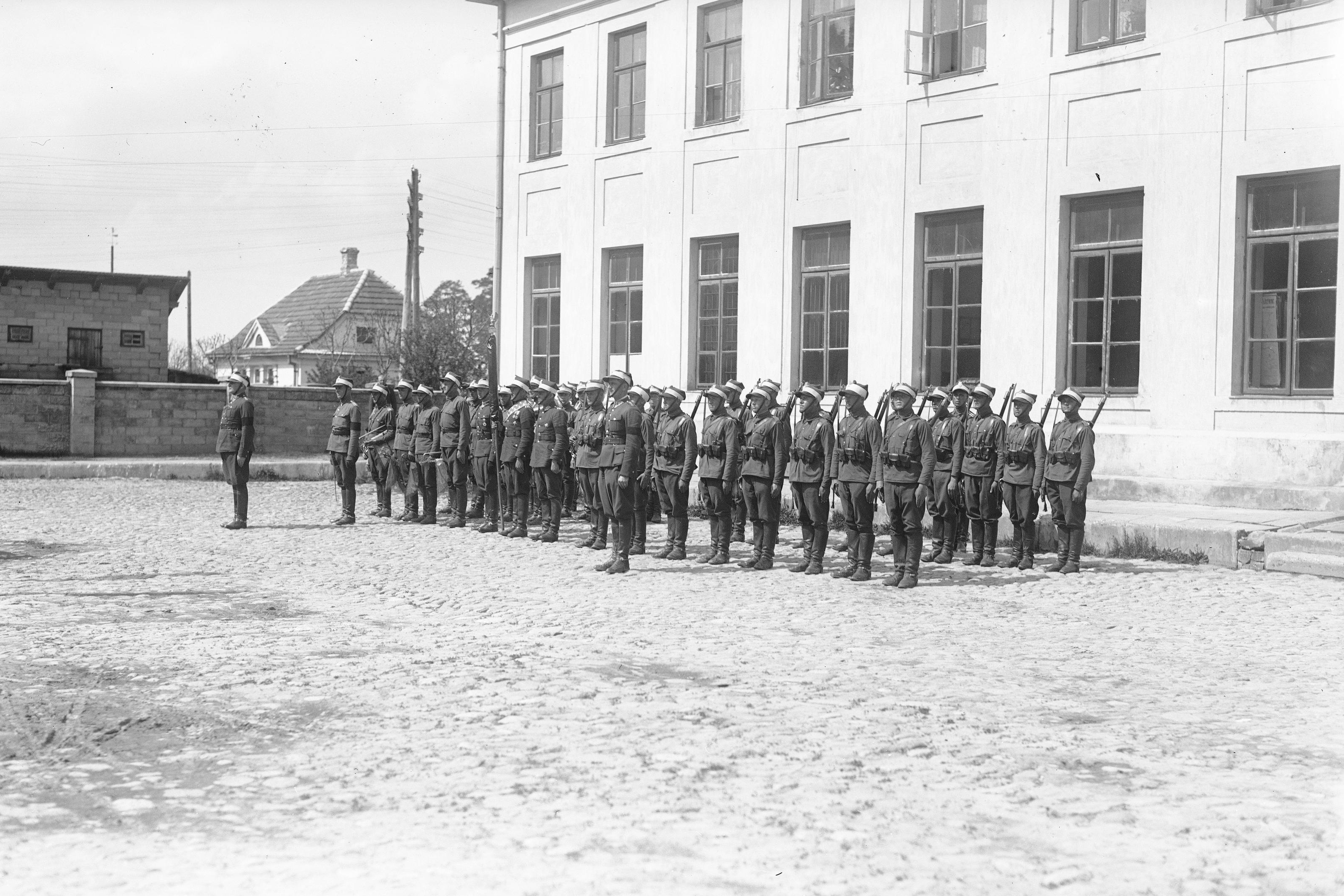
Pluton honorowy 24 puł; Kraśnik, 15 maja 1935

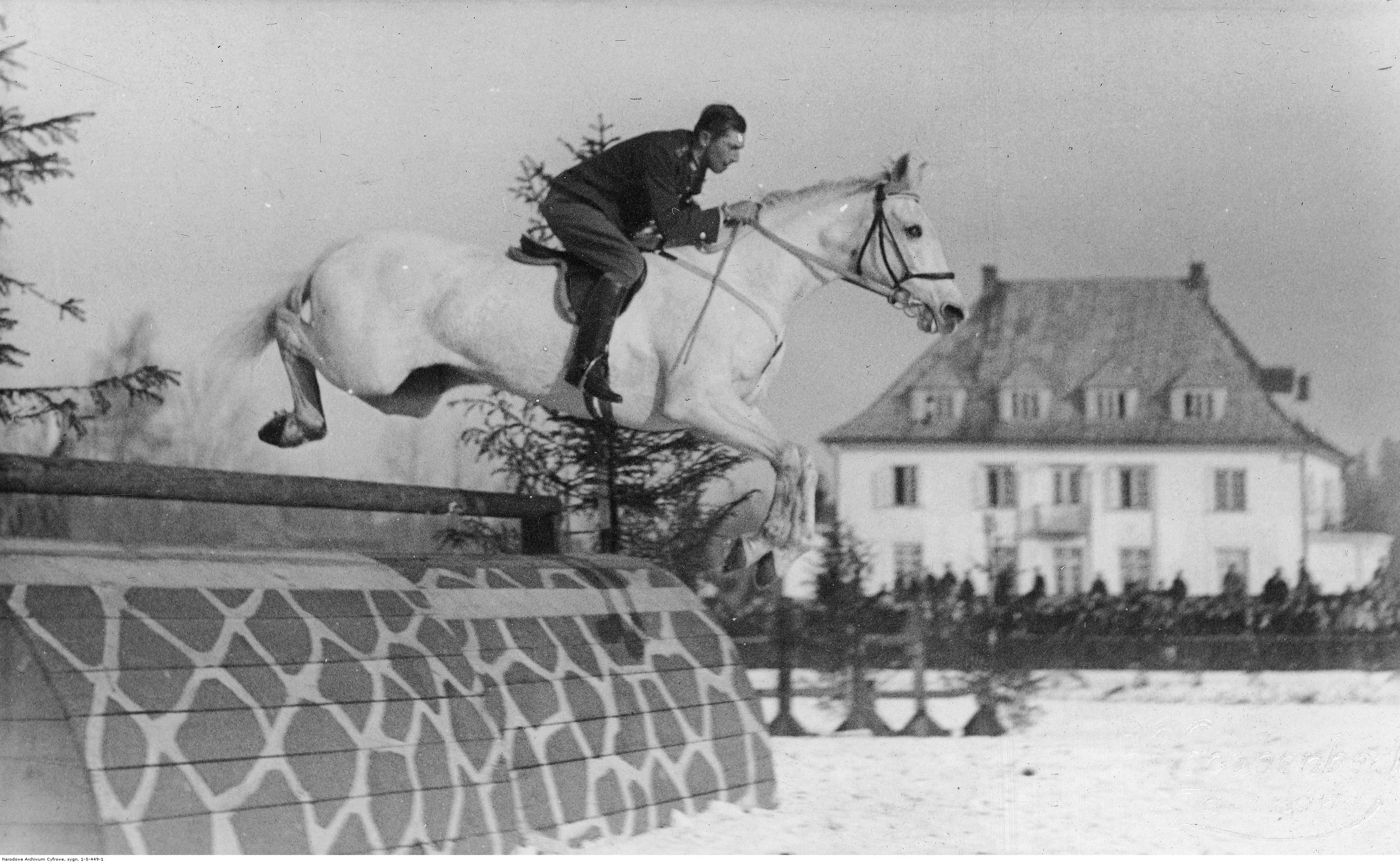
Zawody konne w Zakopanem o puchar prezydenta RP Ignacego Mościckiego 1933 - por. Tadeusz Biliński z 24 puł na klaczy Ola w skoku przez przeszkodę.

W drugiej dekadzie listopada 1920 roku pułk został przetransportowany koleją z Grodna do Żółkwi. 20 lutego 1921 roku oddział został przesunięty do Dębicy, a 21 lipca tego roku do Staszowa i Pińczowa. 4 grudnia 1921 roku, z powodu bardzo trudnych warunków kwaterunkowych w Pińczowie, część jednostki została przeniesiona do Jarosławia. 4 kwietnia 1922 roku pułk przeniósł się z Jarosławia i Staszowa do Kraśnika, w którym stacjonował do września 1939 roku. 
19 maja 1927 roku minister spraw wojskowych, marszałek Polski Józef Piłsudski ustalił i zatwierdził dzień 21 września jako datę święta pułkowego. Święto pułkowe było obchodzone w rocznicę bitwy i szarży 214 pułku ułanów pod Stepaniem 21 września 1920 roku, który to dzień był wielkim triumfem bojowym ułanów-ochotników.
W latach 30. XX wieku pułk nieoficjalnie używał imienia „hetmana Stanisław Żółkiewskiego”. Imię patrona zostało zatwierdzone oficjalnie dopiero w czerwcu 1940 roku we Francji.
26 czerwca 1935 roku kierownik Ministerstwa Spraw Wojskowych, generał brygady Tadeusz Kasprzycki zmienił datę święta pułkowego z 21 września na 6 lipca, w rocznicę powstania 214 pułku ułanów.
27 listopada 1938 24 p.uł. stoczył walkę z wojskiem czechosłowackim pod miejscowością Ździar. W potyczce zginął mjr Stefan Rago.
| Nazwa pododdziału              | Termin | Miejsce mobilizacji |
| ------------------------------ | ------ | ------------------- |
| dowódca pułku z drużyną        | alarm  | Kraśnik             |
| pluton łączności               | alarm  | Kraśnik             |
| 1÷4 szwadrony                  | alarm  | Kraśnik             |
| szwadron karabinów maszynowych | alarm  | Kraśnik             |
| szwadron pionierów             | alarm  | Kraśnik             |
| szwadron kawalerii nr 32       | 7      | Kraśnik             |
| pluton ckm nr 32               | 7      | Kraśnik             |
| szwadron kawalerii nr 84       | 10     | Kraśnik             |
| pluton ckm nr 84               | 10     | Kraśnik             |
| kolumna taborowa nr 261        | 5      | Kraśnik             |
| kolumna taborowa nr 262        | 6      | Kraśnik             |
| kolumna taborowa nr 264        | 8      | Kraśnik             |
| uzupełnienie do czasu „W”      | 5      | Kraśnik             |
| szwadron marszowy 1/24 puł     | 18     | Kraśnik             |
| pluton marszowy nr 1/32        | 30     | Kraśnik             |
| pluton marszowy nr 1/84        | 30     | Kraśnik             |
| PKU Kraśnik                    | 2      | Kraśnik             |

| Obsada personalna i struktura organizacyjna w marcu 1939 | Obsada personalna i struktura organizacyjna w marcu 1939 |
| Stanowisko                                               | Stopień, imię i nazwisko                                 |
| -------------------------------------------------------- | -------------------------------------------------------- |
| dowódca pułku                                            | płk dypl. Kazimierz Dworak                               |
| I zastępca dowódcy                                       | ppłk Jarosław Michał Kaczyński                           |
| I zastępca dowódcy (dubler)                              | mjr dypl. Walerian Bogusławski                           |
| adiutant                                                 | rtm. Stefan Roman Łukowski                               |
| oficer techniczny                                        | por. br. panc. Jan Karol Sochacki                        |
| naczelny lekarz medycyny                                 | mjr dr Władysław I Pawłowicz                             |
| komendant rejonu PW Konnego                              | rtm. adm. (kaw.) Romuald Kamiński                        |
| II zastępca dowódcy (kwatermistrz)                       | mjr Jerzy Deskur                                         |
| oficer mobilizacyjny                                     | rtm. Roman Janas                                         |
| zastępca oficera mobilizacyjnego                         | rtm. adm. (kaw.) Benedykt Suchodolski                    |
| oficer administracyjno-materiałowy                       | rtm. adm. (kaw.) Stanisław Trachimowicz                  |
| dowódca szwadronu gospodarczego                          | rtm. Stefan Roman Łukowski                               |
| oficer gospodarczy                                       | kpt. int. Gustaw Höpting                                 |
| oficer żywnościowy                                       | por. Stanisław Michalski                                 |
| dowódca szwadronu specjalnego                            | vacat                                                    |
| dowódca plutonu łączności                                | por. Janusz Władysław Nowakowski                         |
| dowódca plutonu motocyklistów                            | por. Zbigniew Bronisław Szumański                        |
| dowódca plutonu ppanc.                                   | por. Kazimierz Roman Kozłowski                           |
| dowódca 1 szwadronu                                      | rtm. Włodzimierz II Zawadzki                             |
| dowódca plutonu                                          | por. Marian Piwoński                                     |
| dowódca 2 szwadronu                                      | por. Władysław Rakowski                                  |
| dowódca plutonu                                          | por. Stanisław Władysław Ziółkowski                      |
| dowódca 3 szwadronu                                      | rtm. Jan Witold Kański                                   |
| dowódca plutonu                                          | por. Romuald Radziwiłowicz                               |
| dowódca plutonu                                          | ppor. rez. pdsc. Mieczysław Otrembski                    |
| dowódca 4 szwadronu                                      | rtm. Wiktor Zarembiński                                  |
| dowódca plutonu                                          | por. Kazimierz Branicki                                  |
| dowódca plutonu                                          | por. Zygmunt Starzyński                                  |
| dowódca szwadronu km                                     | por. Kazimierz Nelczarski                                |
| dowódca plutonu                                          | por. Witold Władysław Ostapowicz                         |
| dowódca plutonu                                          | por. Mieczysław Perzyński                                |
| dowódca szwadronu zapasowego                             | vacat                                                    |
| zastępca dowódcy                                         | rtm. adm. (kaw.) Romuald Kamiński                        |
| na kursie                                                | rtm. Tadeusz Domański                                    |
| na kursie                                                | rtm. Tadeusz Maleszewski                                 |
| na kursie                                                | por. Józef Derengowski                                   |
| na kursie                                                | por. Michał Franciszek Paciorek                          |

## Walki pułku w kampanii wrześniowej
Kampanię wrześniową pułk odbył w ramach 10 Brygady Kawalerii.
Pierwszą walkę stoczył 1 września pod Jordanowem i Wysoką. Walczył pod: Kasiną Wielką – 2 września, Leszczyną – 5 września, od 8 września pod Łańcutem, Rzeszowem, Radymnem, Dobrosinem, pod Grzybowicą – 15 września.
Granicę węgierską pułk przekroczył 19 września 1939. Za kampanię wrześniową pułk został odznaczony orderem Virtuti Militari.
| Struktura organizacyjna i obsada personalna we wrześniu 1939 | Struktura organizacyjna i obsada personalna we wrześniu 1939         |
| ------------------------------------------------------------ | -------------------------------------------------------------------- |
| dowództwo ze szwadronem gospodarczym                         |                                                                      |
| Dowódca pułku                                                | płk dypl. kaw. Kazimierz Dworak                                      |
| Zastępca dowódcy                                             | mjr kaw. Jerzy Deskur                                                |
| I adiutant                                                   | rtm. Stefan Łukowski 6 IX ranny w Leszczynach                        |
| II adiutant                                                  | por. kaw. Janusz Władysław Nowakowski                                |
| oficer informacyjny (do zleceń)                              | por. Zygmunt Starzyński                                              |
| oficer łącznikowy do dowódcy 10 BK                           | por. kaw. Stanisław Władysław Ziółkowski                             |
| p.o. kwatermistrza i oficer gospodarczy                      | kpt. int. Gustaw Höpting                                             |
| oficer do zleceń kwatermistrza                               | ppor. rez. Jerzy Sadownik †15 IX 1939 Hołosko                        |
| p.o. płatnika                                                | st. wachm. Stanisław Szymański                                       |
| oficer żywnościowy                                           | por. rez. Zygmunt Kozłowski                                          |
| oficer techniczny                                            | por. br. panc. Jan Karol Sochacki                                    |
| lekarz                                                       | por. lek. Eugeniusz Szpakowski                                       |
| kapelan                                                      | ks. kpl. Antoni Gajda                                                |
| 1 szwadron                                                   |                                                                      |
| dowódca 1 szwadronu                                          | por. kaw. Marian Piwoński (KWx2)                                     |
| dowódca I plutonu                                            | por. kaw. rez. Zdzisław Hempel †4 IX Kasina Wielka                   |
| dowódca II plutonu                                           | ppor. Władysław Lewandowski                                          |
| dowódca III plutonu                                          | wachm. pchor. Stanisław Babańczyk                                    |
| szef szwadronu                                               | st. wachm. Stanisław Żytko                                           |
| 2 szwadron                                                   |                                                                      |
| dowódca 2 szwadronu                                          | por. kaw. Władysław Rakowski (KWx3)                                  |
| dowódca I plutonu                                            | por. kaw. rez. inż. Zygmunt Gasztołd-Bukraba †4 IX pod Kasiną Wielką |
| dowódca II plutonu                                           | ppor. rez. Stanisław Bryczek                                         |
| dowódca III plutonu                                          | wachm. pchor. Bolesław Rządkowski                                    |
| szef szwadronu                                               | st. wachm. Jan Doros                                                 |
| 3 szwadron                                                   |                                                                      |
| dowódca 3 szwadronu                                          | rtm. Jan Witold Kański (KWx2)                                        |
| dowódca I plutonu                                            | por. kaw. Romuald Radziwiłowicz                                      |
| dowódca II plutonu                                           | por. kaw. Józef Derengowski                                          |
| dowódca III plutonu                                          | ppor. kaw. Marian Niwiński                                           |
| szef szwadronu                                               | st. wachm. Jan Braciszewski                                          |
| 4 szwadron                                                   |                                                                      |
| dowódca 4 szwadronu                                          | rtm. Wiktor Zarembiński (KWx3)                                       |
| dowódca I plutonu                                            | ppor. Mieczysław Otrembski                                           |
| dowódca II plutonu                                           | ppor. kaw. rez. Emilian Sawczuk (KW)                                 |
| dowódca III plutonu                                          | ppor. Tadeusz Radke †16 IX Grzybowice                                |
| szef szwadronu                                               | st. wachm. Wojciech Duraj                                            |
| szwadron ckm                                                 |                                                                      |
| dowódca szwadronu ckm                                        | rtm. Tadeusz Maleszewski (KW)                                        |
| dowódca I plutonu                                            | por. kaw. rez. Jerzy Nowakowski (KWx2)                               |
| dowódca II plutonu                                           | ppor. rez. Jan Przanowski (KWx2)                                     |
| dowódca III plutonu                                          | ppor. rez. Ludwik Januszewski                                        |
| dowódca IV plutonu                                           | ppor. rez. Mieczysław Zakrzewski                                     |
| szef szwadronu                                               | st. wachm. Jerzy Romańczuk                                           |
| pododdziały specjalne                                        |                                                                      |
| dowódca plutonu łączności                                    | por. Stanisław Michalski                                             |
| dowódca plutonu motocyklistów                                | por. kaw. Zbigniew Bronisław Szumański                               |
| dowódca plutonu przeciwpancernego                            | ppor. kaw. rez. Jerzy Władysław Telatycki                            |
| dowódca plutonu pionierów                                    | ?                                                                    |
| Oddział Zbierania Nadwyżek 24 puł.                           |                                                                      |
| oficer mobilizacyjny                                         | rtm. Roman Janas                                                     |
| zastępca oficera mobilizacyjnego                             | rtm. adm. (kaw.) Benedykt Suchodolski                                |
| oficer administracyjno-materiałowy                           | rtm. adm. (kaw.) Stanisław Trachimowicz                              |
| komendant rejonu PW Konnego                                  | rtm. adm. (kaw.) Romuald Kamiński                                    |
|                                                              | por. Michał Franciszek Paciorek                                      |
|                                                              | por. Kazimierz Nelczarski                                            |
|                                                              | por. Witold Władysław Ostapowicz                                     |

### Kawalerowie Virtuti Militari
Żołnierze pułku odznaczeni Orderem Virtuti Militari za kampanię wrześniową 1939:
Krzyżem Złotym:
- płk dypl. kaw. Kazimierz Dworak
- mjr kaw. Jerzy Deskur

Krzyżem Srebrnym:
- ś.p. por. kaw. rez. Zdzisław Hempel
- ś.p. por. kaw. rez. inż. Zygmunt Gasztołd-Bukraba
- por. kaw. Romuald Radziwiłowicz

## Pułk w PSZ na Zachodzie
Pułk został odtworzony we Francji a następnie w Anglii. Wojnę 24 pułk ułanów zakończył 5 maja 1945 na terytorium Niemiec przebywszy całą kampanię w składzie 10 Brygady Kawalerii Pancernej.

## Symbole pułkowe

### Sztandar
Sztandar 24 pułku ułanów został ufundowany przez byłych żołnierzy 214 pułku ułanów Armii Ochotniczej, a wręczony 30 kwietnia 1923 w Warszawie przez marszałka Józefa Piłsudskiego.
Na jednej stronie sztandaru widnieje znak "214 PU A.O.", napis "Honor i Ojczyzna", zaś na drugiej numer Pułku – „24” i Orzeł Biały.
Po kampanii 1939 sztandar został przewieziony do Francji; skąd przeszedł z pułkiem do Wielkiej Brytanii i towarzyszył mu w kampanii 1944/1945 roku.
11 listopada 1966 roku w Londynie generał broni Władysław Anders udekorował sztandar pułku Krzyżem Srebrnym Orderu Virtuti Militari nr 1329.

### Odznaka pułkowa
14 stycznia 1928 roku Minister Spraw Wojskowych marszałek Polski Józef Piłsudski zatwierdził wzór i regulamin odznaki pułkowej. 
Odznaka o wymiarach 45x45 mm ma kształt zbliżony do Krzyża Walecznych o ramionach emaliowanych w kolorze białym z żółtym paskiem pośrodku. Na środek krzyża nałożony srebrny orzeł wz. 1927, między ramionami promienie słońca. Dwuczęściowa - oficerska, wykonana w srebrze lub w tombaku srebrzonym, łączona trzema nitami, emaliowana, na rewersie odznaki honorowej adnotacja "honoris causa". Wykonawcą odznaki był Wiktor Gontarczyk z Warszawy.

### Barwy
| Proporczyk | Opis                                                   |
| ---------- | ------------------------------------------------------ |
|            | Proporczyk biały z wąskim żółtym paskiem pośrodku      |
|            | proporczyk dowództwa w 1939                            |
|            | proporczyk 1 szwadronu w 1939                          |
|            | proporczyk 2 szwadronu w 1939                          |
|            | proporczyk 3 szwadronu w 1939                          |
|            | proporczyk 4 szwadronu w 1939                          |
|            | proporczyk 5 szwadronu ckm w 1939                      |
|            | proporczyk plutonu łączności w 1939                    |
| Inne       | Opis                                                   |
|            | Na czapce rogatywce – otok biały                       |
|            | Szasery ciemnogranatowe, lampasy białe, wypustka biała |
|            | „Łapka” (do 1921) – karmazynowa                        |

### Żurawiejki
| Piją wina pełne dzbanki, kochają ich Lublinianki.                          | Gubi lance, gówno warty, to jest pułk dwudziesty czwarty, | Piją wódę, grają w karty. To jest pułk Dwudziesty Czwarty. |
| Już nie konny – motorowy, zawsze dzielny i morowy.                         | Zamiast koni – koń parowy, kochają nas białogłowy.        |                                                            |
| Po każdej zwrotce: Lance do boju, szable w dłoń, bolszewika goń, goń, goń! |                                                           |                                                            |

## Żołnierze pułku

### Dowódcy i zastępcy dowódcy pułku
| Stopień, imię i nazwisko        | Okres pełnienia służby | Kolejne stanowisko                            |
| Dowódcy pułku                   | Dowódcy pułku          | Dowódcy pułku                                 |
| ------------------------------- | ---------------------- | --------------------------------------------- |
| płk Tadeusz Żółkiewski          | VIII – X 1920          |                                               |
| tm. Adam Łada-Bieńkowski        | p.o. X 1920 – III 1921 |                                               |
| mjr Jan Kanty Olszewski         | III – XI 1921          |                                               |
| płk kaw. Rudolf II Lang         | XI 1921 - 31 XII 1928  |                                               |
| ppłk kaw. Kazimierz Halicki     | III 1929 - XI 1932     |                                               |
| płk dypl. kaw. Kazimierz Dworak | XI 1932 – II 1940      |                                               |
| Zastępcy dowódcy pułku          |                        |                                               |
| ppłk kaw. Kazimierz Ziembiński  | 1926 – I 1928          |                                               |
| mjr kaw. Stefan Chomicz         | do I 1931              | komendant Szkoły Podchorążych Kawalerii       |
| mjr kaw. Józef Grudziński       | I 1931 - VI 1934       | praktyka u rejonowego inspektora koni w Kowlu |
| ppłk kaw. Jarosław Kaczyński    | IV 1934 - 29 VIII 1939 | dowódca OZ Kaw. Zmot.                         |
| mjr kaw. Jerzy Deskur           | 1939                   |                                               |

### Żołnierze 24 pułku ułanów - ofiary zbrodni katyńskiej
Biogramy ofiar zbrodni katyńskiej znajdują się między innymi w bazach udostępnionych przez Ministerstwo Kultury i Dziedzictwa Narodowego oraz Muzeum Katyńskie.
| Nazwisko i imię       | stopień              | zawód             | miejsce pracy przed mobilizacją            | zamordowany |
| --------------------- | -------------------- | ----------------- | ------------------------------------------ | ----------- |
| Walerian Bogusławski  | major dyplomowany    | żołnierz zawodowy |                                            | Katyń       |
| Roman Janas           | rotmistrz            | żołnierz zawodowy | oficer mobilizacyjny                       | Charków     |
| Romuald Kamiński      | rotmistrz            | żołnierz zawodowy | komendant rejonu PW konnego                | Katyń       |
| Aleksander Kowal      | podporucznik rezerwy |                   | Dyrekcja Ubezpieczeń Wzajemnych w Kielcach | Katyń       |
| Stefan Roman Łukowski | rotmistrz            | żołnierz zawodowy | I adiutant                                 | Charków     |
| Kazimierz Nelcarski   | porucznik            | żołnierz zawodowy | OZN 24 p.uł.                               | Katyń       |
| Witold Ostapowicz     | porucznik            | żołnierz zawodowy | OZN 24 p.uł.                               | Charków     |
| Andrzej Reiger        | podporucznik rezerwy | prawnik           |                                            | Katyń       |
| Ryszard Wierzbicki    | podporucznik rezerwy |                   | Urząd Wojewódzki w Lublinie                | Katyń       |
| Stanisław Ziembiński  | porucznik rezerwy    |                   | przedsiębiorca budowlany w Warszawie       | Katyń       |